# Supercopa espanyola de voleibol masculina
La Supercopa espanyola de voleibol masculina és una competició esportiva de clubs espanyols de voleibol. De caràcter anual, és organitzada per la Reial Federació Espanyola de Voleibol i es fundà la temporada 1990-91. Hi participen els campions de la Superlliga i de la Copa del Rei de la temporada anterior, disputant una final, que se celebra normalment al mes de setembre o octubre, en una seu neutral. Aquesta competició dona inici a la temporada regular de voleibol femení estatal.

## Historial
La primera edició de la competició se celebrà el 1990, tanmateix no es disputà durant les onze temporades següents. Es torna a celebrar de formar regular a partir de la temporada 2002-03.
| En negreta = Equip guanyador (1) = Nombre de campionats Nota1: S'inclou el resultat de cada set Nota2: Noms dels equips segons l'època |

| Edició                          | Temp.   | Data       | Campió                    | Res. | Subcampió                | Seu                                        | refs.  |
| ------------------------------- | ------- | ---------- | ------------------------- | ---- | ------------------------ | ------------------------------------------ | ------ |
| I                               | 1990-91 |            | Son Amar Palma (1)        | 3–0  | Constructora Atlántica   | Las Palmas                                 | [ 1 ]  |
| No es disputà entre 1991 i 1994 |         |            |                           |      |                          |                                            |        |
| no oficial                      | 1994    |            | Grupo Duero               | 3–0  | PEPSI Gran Canaria       |                                            |        |
| no oficial                      | 1995    |            | Unicaja Almería           | 3–2  | Caja Salamanca y Soria   | Almería                                    |        |
| no oficial                      | 1996    |            | Gran Canaria              | 3–1  | Caja Salamanca y Soria   |                                            |        |
| No es disputà entre 1996 i 2002 |         |            |                           |      |                          |                                            |        |
| II                              | 2002-03 |            | Unicaja Almería (1)       | 3–0  | PTV Málaga               | El Puerto de Santa María                   |        |
| III                             | 2003-04 |            | Unicaja Almería (2)       | 3–2  | CV. Elx                  | Elche                                      |        |
| IV                              | 2004-05 |            | CV Arona Tenerife (1)     | 3–2  | Unicaja Almería          | Almería                                    |        |
| V                               | 2005-06 |            | Son Amar Palma (2)        | 3–0  | Unicaja Almería          | Miranda de Ebro                            |        |
| VI                              | 2006-07 |            | Unicaja Almería (3)       | 3–1  | Drac Palma               | Puertollano                                |        |
| VII                             | 2007-08 |            | Drac Palma (3)            | 3–0  | Unicaja Almería          | Laredo                                     |        |
| VIII                            | 2008-09 |            | Palma Volley (4)          | 3–1  | CD Numancia              | Albacete                                   |        |
| IX                              | 2009-10 | 03-10-2009 | CAI Voleibol Teruel (1)   | 3–1  | Unicaja Almería          | Pavelló Los Planos, Teruel                 | [ 2 ]  |
| X                               | 2010-11 | 17-10-2010 | Unicaja Almería (4)       | 3–1  | CAI Voleibol Teruel      | Pavelló Moisés Ruiz, Almería               | [ 3 ]  |
| XI                              | 2011-12 | 25-09-2011 | Unicaja Almería (5)       | 3–0  | Caja 3 Voleibol Teruel   | Pavelló Los Planos, Teruel                 | [ 4 ]  |
| XII                             | 2012-13 | 06-10-2012 | CAI Voleibol Teruel (2)   | 3–0  | CD Numancia              | Pavelló Los Pajaritos, Soria               | [ 5 ]  |
| XIII                            | 2013-14 | 06-10-2013 | CAI Voleibol Teruel (3)   | 3–0  | Unicaja Almería          | Pavelló Los Planos, Teruel                 | [ 6 ]  |
| XIV                             | 2014-15 | 04-10-2014 | CV Teruel (4)             | 3–0  | Unicaja Almería          | Pavelló Parque, Albacete                   | [ 7 ]  |
| XV                              | 2015-16 | 26-09-2015 | Unicaja Almería (6)       | 3–2  | CV Teruel                | Pavelló Municipal d'El Ejido               | [ 8 ]  |
| XVI                             | 2016-17 | 07-12-2016 | CV Teruel (5)             | 3–2  | Unicaja Almería          | Pavelló Los Planos, Teruel                 | [ 9 ]  |
| XVII                            | 2017-18 | 01-11-2017 | CV Teruel (6)             | 3–0  | Urbia Voley Palma        | Pavelló Los Planos, Teruel                 | [ 10 ] |
| XVIII                           | 2018-19 | 06-10-2018 | CV Teruel (7)             | 3–0  | Unicaja Almería          | Pavelló Los Planos, Teruel                 | [ 11 ] |
| XIX                             | 2019-20 | 05-10-2019 | CV Teruel (8)             | 3–0  | Unicaja Almería          | Pavelló Los Planos, Teruel                 | [ 12 ] |
| XX                              | 2020-21 | 26-09-2020 | CV Teruel (9)             | 3–0  | Unicaja Costa de Almería | Pavelló Los Planos, Teruel                 | [ 13 ] |
| XXI                             | 2021-22 | 26-09-2021 | CV Guaguas (1)            | 3–0  | Feníe Energía Mallorca   | Centro Insular de Gran Canaria, Las Palmas | [ 14 ] |
| XXII                            | 2022-23 | 24-09-2022 | Melilla Sport Capital (1) | 3–1  | Unicaja Costa de Almería | Pavelló Moisés Ruiz, Almería               | [ 15 ] |
| XXIII                           | 2023-24 | 01-10-2023 | CV Guaguas (2)            | 3–2  | Grupo Herce Soria        | Centro Insular de Gran Canaria, Las Palmas | [ 16 ] |

1. ↑  Títols no reconeguts per la RFEVB

## Palmarès
| Equip                        | Campió | Subcampió | Finals | Anys campió                                          | Anys subcampió                                                   |
| ---------------------------- | ------ | --------- | ------ | ---------------------------------------------------- | ---------------------------------------------------------------- |
| Club Voleibol Teruel         | 9      | 3         | 12     | 2009, 2012, 2013, 2014, 2016, 2017, 2018, 2019, 2020 | 2010, 2011, 2015                                                 |
| Club Voleibol Almeria        | 6      | 11        | 17     | 2001, 2002, 2005, 2009, 2010, 2015                   | 2004, 2005, 2007, 2009, 2013, 2014, 2016, 2018, 2019, 2020, 2022 |
| Club Voleibol Pòrtol         | 3      | 1         | 4      | 2005, 2007, 2008                                     | 2006                                                             |
| Club Voleibol Guaguas        | 2      | 0         | 2      | 2021, 2023                                           | —                                                                |
| Son Amar Palma               | 1      | 0         | 1      | 1990                                                 | —                                                                |
| Club Voleibol Arona Tenerife | 1      | 0         | 1      | 2004                                                 | —                                                                |
| Melilla Sport Capital        | 1      | 0         | 1      | 2022                                                 | —                                                                |
| Club Deportivo Numancia      | 0      | 2         | 2      | —                                                    | 2008, 2012                                                       |
| Club Voleibol Palma          | 0      | 2         | 2      | —                                                    | 2017, 2021                                                       |
| Club Voleibol Calvo Sotelo   | 0      | 1         | 1      | —                                                    | 1990                                                             |
| PTV Málaga                   | 0      | 1         | 1      | —                                                    | 2002                                                             |
| Club Voleibol Elx            | 0      | 1         | 1      | —                                                    | 2003                                                             |
| Rio Duero Soria              | 0      | 1         | 1      | —                                                    | 2023                                                             |